# Музыка, Василий Афанасьевич
Василий Афанасьевич Музыка — советский хозяйственный, государственный и политический деятель, Герой Социалистического Труда.

## Биография
Родился в 1919 году в селе Пироговцы. Член КПСС.
Участник Великой Отечественной войны, командир самоходной артиллерийской установки ИСУ-122 399-го гвардейского тяжёлого самоходно-артиллерийского полка 11-го гвардейского танкового корпуса. С 1946 года — на хозяйственной, общественной и политической работе. В 1946—1980 гг. — механизатор в ряде колхозов Хмельницкой области, заведующий складом запасных частей, бригадир тракторной бригады колхоза «Заря» села Пироговцы Хмельницкого района Хмельницкой области Украинской ССР.
Указом Президиума Верховного Совета СССР от 23 июня 1966 года присвоено звание Героя Социалистического Труда с вручением ордена Ленина и золотой медали «Серп и Молот».
Делегат XXIV съезда КПСС.
Умер в Хмельницкой области в 2007 году.